# Finestra inginocchiata

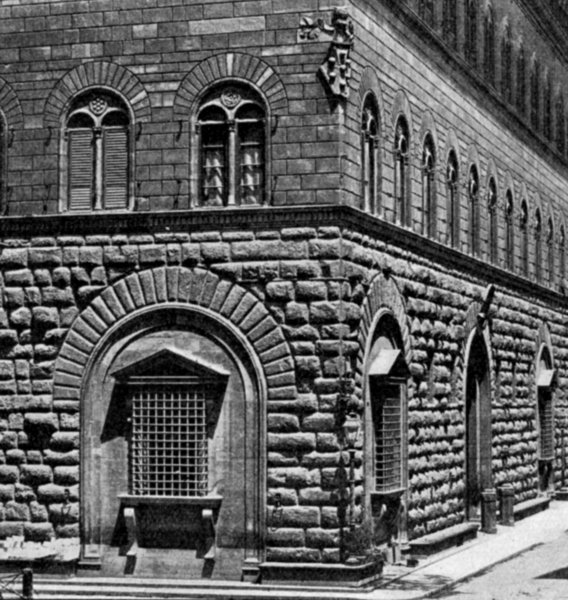
Finestre inginocchiate di Palazzo Medici-Riccardi

La finestra inginocchiata è un tipo di apertura usata a partire dal Cinquecento, soprattutto in area toscana.
Si tratta di un tipo monumentale usato specialmente al pian terreno: il davanzale poggia su sostegni sporgenti che assomigliano a quelli di un banco di inginocchiatoio. Tipica del periodo manierista e del barocco toscano, è di solito chiusa da una grata, incorniciata e coronata da timpano, a volte con decorazioni, spesso zoomorfe: per esempio, i due sostegni vengono spesso scolpiti come zampe leonine e talvolta lo spazio tra essi è decorato da un bassorilievo. 
La prima finestra inginocchiata è tradizionalmente quella di palazzo Medici Riccardi a Firenze, attribuita a Michelangelo, che fu realizzata per occupare il grande arco della loggia d'angolo. Qualche anno dopo riprese questo motivo Bartolomeo Ammannati tamponando i portali secondari della facciata di Palazzo Pitti. Da allora divenne un elemento tipico del lessico architettonico manierista e post-manierista toscano, usato da architetti come Bernardo Buontalenti, Gherardo Silvani e molti altri.